# Estación de Baker Street

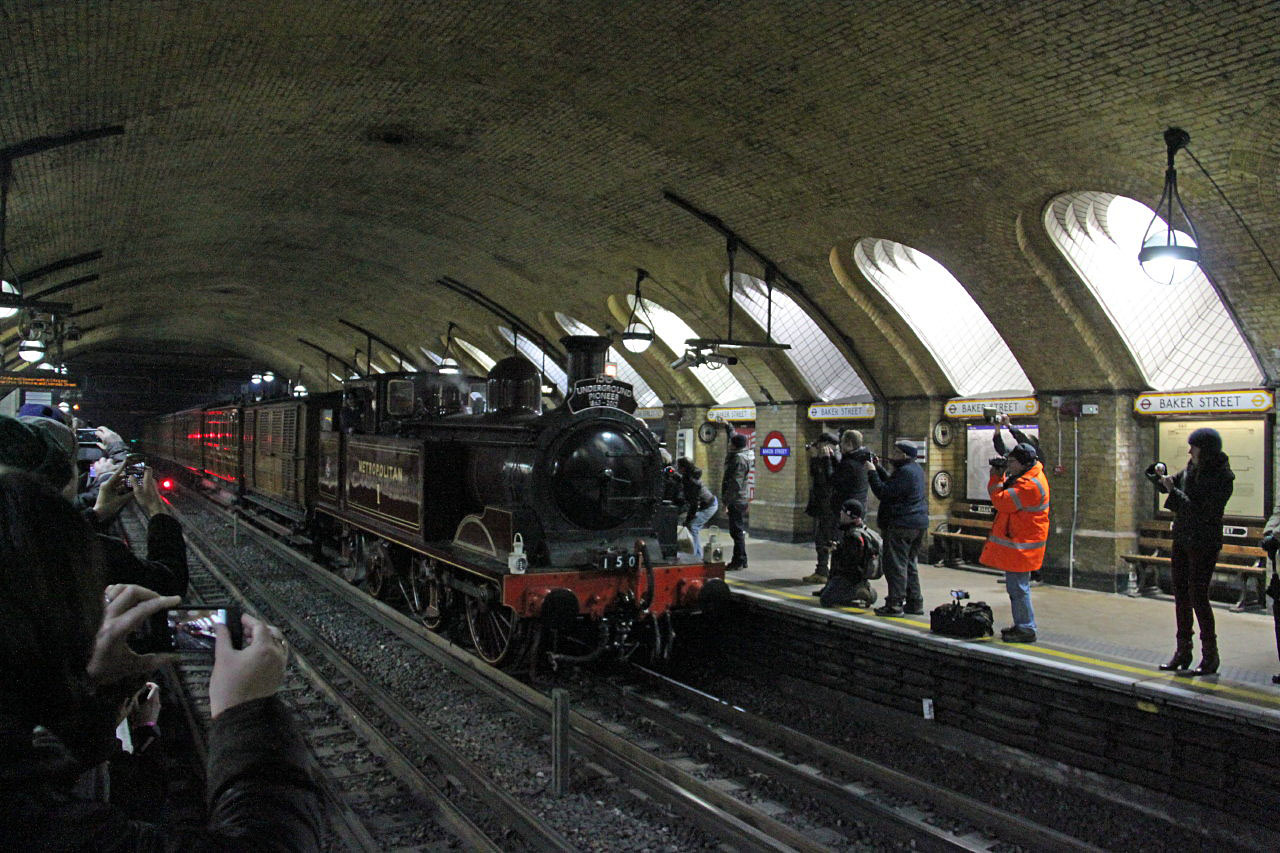
Ferrocarril ingresando a la estación, acto conmemorativo, 2013.

Baker Street es una estación del metro de Londres en el cruce de Baker Street y Marylebone Road en la Ciudad de Westminster. 

## Historia y ubicación
La estación se encuentra en la zona 1 de Travelcard y cuenta con cinco líneas diferentes. Es una de las estaciones originales del Metropolitan Railway, el primer ferrocarril subterráneo del mundo, inaugurado en 1863.
Es la estación de metro con más andenes de la red, con un total de diez andenes.
En 2013, Isabel II del Reino Unido, se presentó en la estación declarada Monumento Nacional con el motivo del aniversario número 150° del Metro de Londres.

## Servicios
Cuenta con servicios de las líneas Circle, Hammersmith & City, Metropolitan, Bakerloo y Jubilee, lo que la convierte en una de las principales estaciones de la red de metro en la zona del norte y oeste de Londres.
Actualmente es una de las estaciones más viejas del mundo que sigue en funcionamiento.